# Geophila renaris
Geophila renaris är en måreväxtart som beskrevs av De Wild. och Théophile Alexis Durand. Geophila renaris ingår i släktet Geophila och familjen måreväxter. Inga underarter finns listade i Catalogue of Life.